# Thagria luridus
Thagria luridus är en insektsart som beskrevs av Melichar 1903. Thagria luridus ingår i släktet Thagria och familjen dvärgstritar. Inga underarter finns listade i Catalogue of Life.